# Expeditie Robinson 2023
Expeditie Robinson 2023 is het 23e reguliere seizoen van de Nederlandse versie van Expeditie Robinson, een televisieprogramma waarin deelnemers moeten overleven op een onbewoond eiland en tegen elkaar strijden voor de overwinning.
Dit seizoen begon met een dubbele weekend-uitzending en ging van start op zaterdagavond 2 september 2023 op RTL 4. De tweede aflevering werd de volgende avond op zondag 3 september uitgezonden. Hierna werd het programma iedere zondag uitgezonden. De presentatie van dit seizoen was in handen van Nicolette Kluijver en Art Rooijakkers; Rooijakkers verving presentator Rick Brandsteder. De opnames van het programma vonden in het voorjaar van 2023 plaats in Maleisië. 

## Nieuwe spelelementen

### Peluangmunt
Nieuw dit seizoen is dat kandidaten bij een aantal groeps-immuniteitsproeven persoonlijke tactische wapens kunnen verdienen, waaronder een immuniteitsmunt of een peluangmunt. Dezelfde troeven zijn na de samensmelting ook te vinden op het Winnaarseiland. Deze tactische wapens zitten verstopt in zakjes die tijdens de betreffende proeven kunnen worden meegenomen. Met een immuniteitsmunt (die dit seizoen overdraagbaar is) vervallen alle stemmen op de kandidaat tijdens de eilandraad. Met een peluangmunt maakt de kandidaat met de meeste stemmen tijdens de eilandraad kans op een duel met degene die na hem of haar de meeste stemmen heeft; de winnaar van dat duel mag alsnog blijven. 

### Strijden om stemrecht
Een ander nieuw spelelement dit seizoen werd geïntroduceerd na de samensmelting; de verliezer van de immuniteitsproef kreeg dit seizoen geen zwarte stem zoals in de voorgaande seizoenen, maar deze deelnemer moet duelleren tegen een andere kandidaat om stemrecht bij de eilandraad. De winnaar van de immuniteitsproef beslist welke andere kandidaat aan dit duel wordt toegevoegd. De verliezer van dit duel verliest zijn stemrecht op de eerste komende eilandraad, de winnaar van het duel krijgt de verliezersstem erbij. Kijkers hadden kritiek op dit nieuwe spelelement omdat ze het niet terecht vonden, dat als een deelnemer laatste wordt tijdens een immuniteitsproef dus juist extra kans maakt om met een extra stem naar de eilandraad te gaan.

## Expeditieleden
Op 10 augustus 2023 deelde RTL via haar online kanalen een korte teaser, waarin de bekende Nederlanders die deelnemen wazig afgebeeld waren. De volgende dag werden de kandidaten officieel bekendgemaakt.
| Naam               | Beroep / bekend van                                   | Resultaat           | Dag                           |
| ------------------ | ----------------------------------------------------- | ------------------- | ----------------------------- |
| Willem Voogd       | Acteur, bekend van Mees Kees                          | Winnaar             | Dag 35                        |
| Guido Spek         | Acteur, bekend van Goede tijden, slechte tijden       | Verliezend finalist | Dag 35                        |
| Ilse Paulis        | Olympisch roeister                                    | Verliezend finalist | Dag 35                        |
| Mark Baanders      | Verslaggever, bekend van PowNed                       | 4e                  | Geëlimineerd op dag 34        |
| Jochen Otten       | Cabaretier en acteur, bekend van Sluipschutters       | 5e                  | Geëlimineerd op dag 34        |
| Floris Göbel       | Presentator, bekend van DierenpraatTV                 | 6e                  | Weggestemd op dag 32          |
| Radmilo Soda       | Personal trainer, bekend van Obese                    | 7e                  | Gestopt op dag 28             |
| Iris Enthoven      | Presentatrice en radio-sidekick, bekend van Radio 538 | 8e                  | Weggestemd op dag 28          |
| Krista Arriëns     | Presentatrice, bekend van De Sekszusjes               | 9e                  | Weggestemd op dag 27          |
| Maxim Froger       | Zanger en zoon van René Froger                        | 10e                 | Weggestemd op dag 25          |
| Jaimie Vaes        | Presentatrice, bekend van Just Tattoo of Us           | 11e                 | Gestopt op dag 20             |
| Eva Simons         | Zangeres, bekend van This Is Love                     | 12e                 | Geëlimineerd op dag 18        |
| Roberta Pagnier    | Televisiekok, bekend van Wat eten we?                 | 13e                 | Geëlimineerd op dag 18        |
| Armand Rosbak      | Acteur, bekend van SpangaS                            | 14e                 | Medisch geëvacueerd op dag 17 |
| Irene van de Laar  | Model, bekend als Miss Universe Nederland 1994        | 15e                 | Geëlimineerd op dag 16        |
| Chelsey Weimar     | Model, bekend van The Face                            | 16e                 | Geëlimineerd op dag 14        |
| Roosmarijn Wind    | Actrice, bekend van SpangaS                           | 17e                 | Geëlimineerd op dag 12        |
| Frits Wester       | Journalist, parlementair verslaggever bij RTL Nieuws  | 18e                 | Geëlimineerd op dag 10        |
| Iris van Lunenburg | Presentatrice, bekend van Shownieuws                  | 19e                 | Geëlimineerd op dag 8         |
| Hassan Slaby       | Acteur, bekend van Goede tijden, slechte tijden       | 20e                 | Gestopt op dag 2              |

De eerste elf kandidaten hebben de samensmelting gehaald.

## Trivia
- Frits Wester is met 61 jaar de oudste deelnemer van het seizoen en Floris Göbel met 25 jaar de jongste.
- Nieuwe presentator Art Rooijakkers was eerder als presentator te zien van het speciale tussenseizoen Expeditie Robinson: All Stars.[6]
- Hassan Slaby verliet op dag twee al vrijwillig het programma na een medisch mankement.[7]
- Armand Rosbak had aan het begin van het programma last van maag- en darmklachten. Op dag 17 werd een zware immuniteitsproef hem te veel; hij was volledig verzwakt, werd duizelig en praatte niet meer. Ook kon hij niet meer op zijn benen staan. Het gevolg was dat hij naar het ziekenhuis moest worden afgevoerd, zijn expeditie kwam daarmee tot een einde.[8]
- Jaimie Vaes verliet op dag twintig vrijwillig het eiland door het gemis van haar zoon.[9]
- In de uitzending van 12 november werd Krista Arriëns tijdens de eilandraad weggestemd; waarbij zij, nog voordat alle stemmen bekend waren, wegliep.[10]
- In de uitzending van 19 november stapte Radmilo Soda op na de stemming op de eilandraad, hierdoor verlieten twee deelnemers het eiland. Hierdoor viel in de aflevering hierna geen deelnemer af, maar kreeg de deelnemer met de meeste stemmen een zwarte stem voor de volgende eilandraad.[11]